# فلوران دوبويس
فلوران دوبويس هو سياسي كندي، ولد في 12 مارس 1906 في تشيسترفيل في كندا، وتوفي في 18 ديسمبر 1987. حزبياً، نشط في الحزب الكندي التقدمي المحافظ. وقد انتخب عضو مجلس العموم الكندي.